# NGC 1283
NGC 1283 (również PGC 12478 lub UGC 2676) – galaktyka eliptyczna (E1), znajdująca się w gwiazdozbiorze Perseusza. Odkrył ją Guillaume Bigourdan 23 października 1884 roku. Należy do Gromady w Perseuszu.